# Seznam španskih šahistov
Seznam španskih šahistov.

## A
- Hipólito Asis Gargatagli

## L
- Luis Ramirez Lucena

## P
- Josep Oms Pallise

## R
- Alvar Alonso Rosell

## S
- Ruy López de Segura
- Alexei Shirov

## V
- Francisco Vallejo Pons

## T
- Román Torán

## Glej tud
- seznam španskih šahovskih mojstrov
- seznam španskih šahovskih mednarodnih mojstrov
- seznam španskih šahovskih velemojstrov

}